# Въоръжени сили на Мадагаскар
Армията на Мадагаскар се състои от Народни въоръжени сили и Национална жандармерия. Народните въоръжени сили включват Сила за военна намеса, Инженерна войска и Въздушно-военноморски корпус (обединени военновъздушни и военноморски сили). Флотът и ВВС имат общ военен персонал от 1000 души, а пехотните формирования наброяват 12 500 души.